# Celine Buckens
Celine Buckens (* 1996 in Brüssel) ist eine belgisch-britische Schauspielerin.
Sie spielte Emilie in Steven Spielbergs Gefährten, ein junges französisches Mädchen, das mit ihrem Großvater auf einer Farm lebt, nachdem sie ihre Eltern und ihren Bruder im Krieg verloren hat.
Celine Buckens studiert Geschichte an der London School of Economics and Political Science.
Sie wohnt in London.

## Filmografie
- 2011: Gefährten (War Horse)
- 2015: The Rain Collector (Kurzfilm)
- 2017: Der junge Inspektor Morse (Endeavour, Fernsehserie, Episode 4x03 Lazaretto)
- 2017–2019: Zoe und Raven – Freiheit im Sattel (Free Rein, Fernsehserie, 32 Episoden)
- 2018: Zoe und Raven – Es weihnachtet sehr (Free Rein –The Twelve Neighs of Christmas, Fernsehfilm)

- 2019: The Good Liar – Das alte Böse (The Good Liar)
- 2020: Bridgerton (Fernsehserie, Episode 1x07 Oceans Apart)
- 2020: Warrior (Fernsehserie, 10 Episoden)
- 2021: Showtrial (Fernsehserie, 5 Episoden)
- 2022–2025: The Ex-Wife (Miniserie, 8 Episoden)
- 2023: The Castaways (Fernsehserie, 5 Episoden)
- 2024: Suspect (Fernsehserie, 5 Episoden)
- 2025: The Kollective (Fernsehserie, 6 Episoden)